# Torrent del Barbot
El torrent del Barbot és un torrent del terme municipal de Sant Quirze Safaja, a la comarca del Moianès.
És en el sector central del terme; es forma per la unió del Racó de la Creu i del Sot del Noi, a ponent de la masia del Serrà, des d'on davalla cap a migdia deixant a llevant aquella masia. És paral·lel a llevant del torrent de Seldasses. S'aboca en el Tenes just a llevant de la resclosa que hi ha en aquell lloc.